# Londres 38
Londres 38 és un museu al número 38 del carrer Londres de Santiago de Xile, un edifici que fou un dels primers centres de detenció, tortura i extermini de la dictadura xilena dirigida pel general Augusto Pinochet entre 1973 i 1989.

## Història
Amb el retorn de la democràcia, diversos grups de la societat civil (exdetinguts, familiars de víctimes i organitzacions ciutadanes) van reivindicar la recuperació de Londres 38, nom amb què es coneixia el centre, com a espai de memòria i de reflexió. El govern va gestionar la recuperació de l'edifici i avui es pot visitar. També s'ha fet una intervenció artística al carrer, el qual ha estat pavimentat amb llambordes de marbre blanc i de granit negre amb el nom de les 96 víctimes que van morir al centre de detenció.
Amb el cop d'Estat de l'any 1973, a Xile es va instaurar una dictadura militar dirigida pel general Pinochet. De seguida es va posar en marxa un sistema de repressió contra els opositors al nou règim que va comportar pràctiques diverses de terrorisme d'Estat. Es van instal·lar nombrosos centres de detenció i tortura arreu del país que eren gestionats per la Dirección de Inteligencia Nacional (DINA). Londres 38 va ser un dels primers centres en obrir i 96 persones (83 homes i 13 dones) hi van ser assassinades o van morir posteriorment a conseqüència de les tortures rebudes. La majoria eren joves militants de l'esquerra xilena que no arribaven als 25 anys. L'any 1978, la dictadura, amb l'objectiu d'esborrar la memòria d'aquest centre, el va tancar i va canviar el número 38 de l'edifici pel número 40.